# 帕维尔·波斯特舍夫

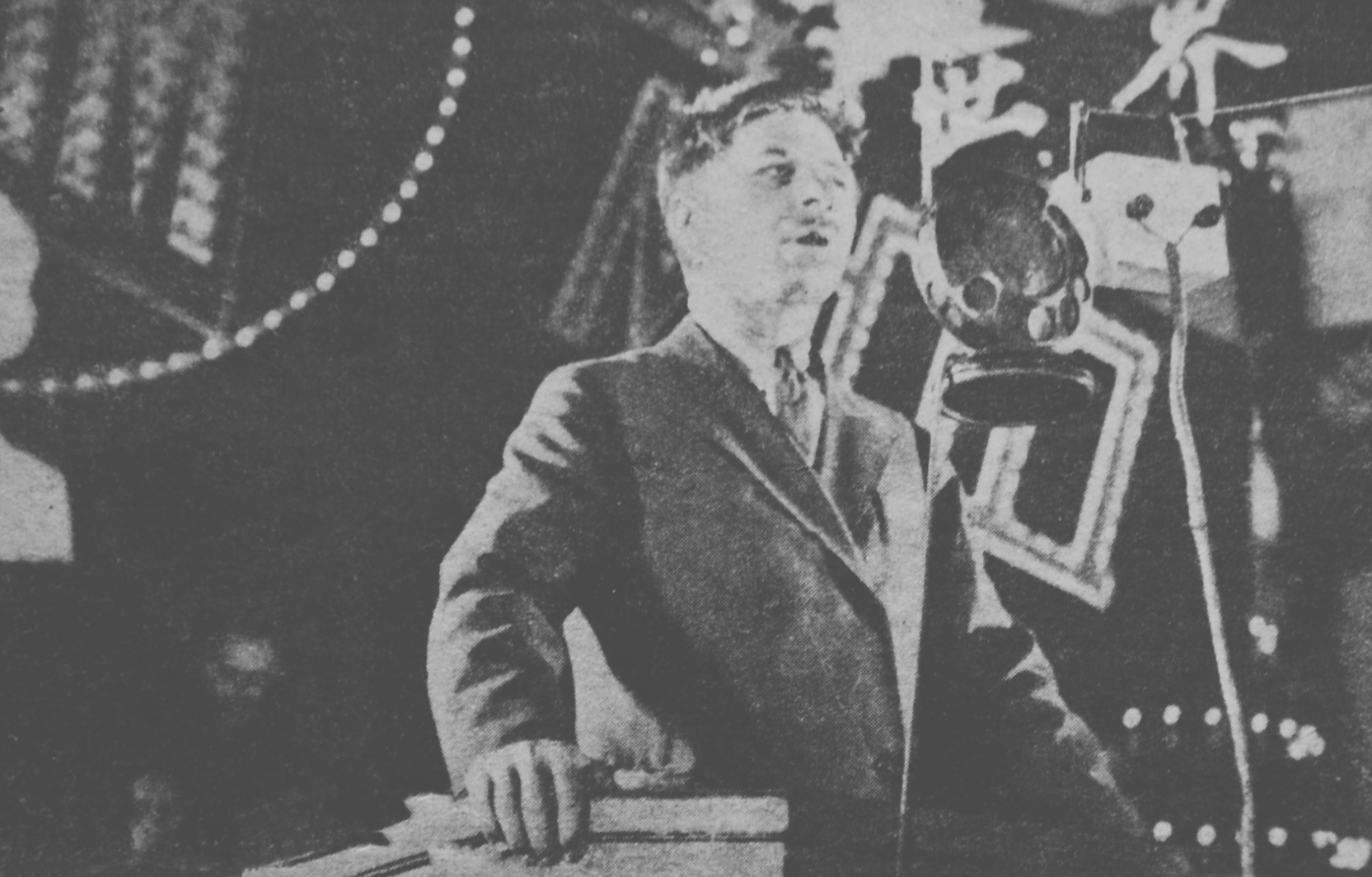
1931年9月5日，波斯特舍夫在工会大厦发表演讲.

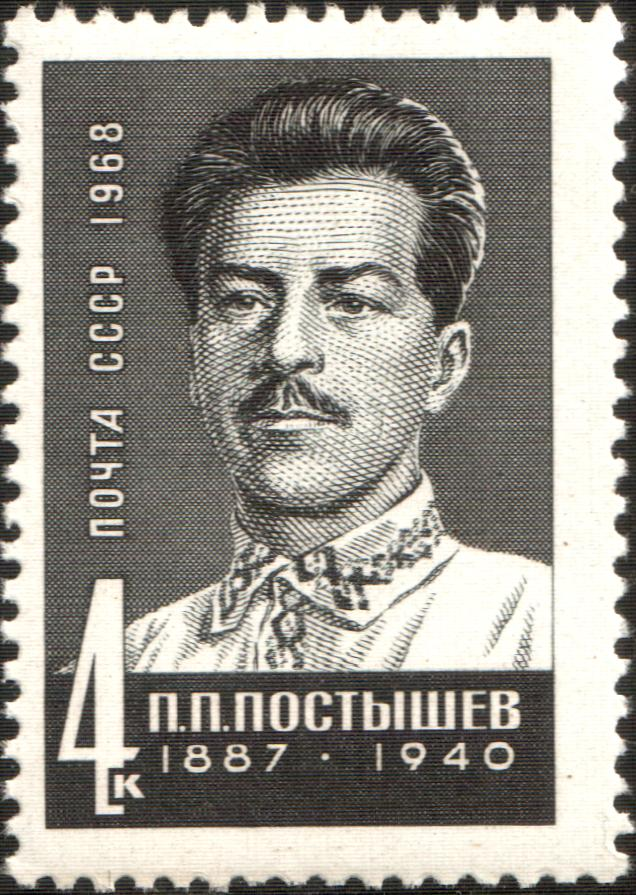
1968年苏联发行的波斯蒂舍夫邮票: 乌克兰共产党中央委员会第二书记帕维尔·彼得罗维奇·波斯蒂舍夫（1887-1939 年）

帕维尔·彼得罗维奇·波斯特舍夫（羅馬化：Pavel Petrovich Postyshev；1887年9月6日（18日）—1939年2月26日），苏共中央政治局候补委员，為烏克蘭大饑荒及史太林鎮壓的主要組織者之一。他在“大清洗”中被定为“外国间谍”遭到枪决，1956年被平反。

## 生平
1887年，生于弗拉基米尔省伊万诺沃的俄羅斯人纺织家庭。1904年，加入弗拉基米尔·列宁领导的俄国社会民主工党，后来加入了布尔什维克派。他于1908年4月24日（旧历）被捕，在弗拉基米尔中央监狱服刑四年，随后被驱逐到伊尔库茨克州地区。在十月革命期间，他在将伊尔库茨克置于布尔什维克控制之下以及随后创建远东共和国方面发挥了重要作用。1923年，任乌克兰党中央书记。1926年至1930年任乌克兰共产党政治局委员，兼任人事部部长。1933年起兼任乌克兰共产党中央第二书记、基辅州委员会第一书记、哈尔科夫州委第一书记。1934年，任基辅地区委员会第一书记。他成为乌克兰共产党的头号人物，他的家族统治着这个国家。他的妻子波斯特洛夫斯卡娅（Postlovskaya）也是乌克兰党的一名高管，在建立该党的意识形态方面发挥了重要作用。1934年，他任苏共中央政治局候补委员。
然而，在大清洗期間，斯大林開始懷疑他的忠誠。他在1936年6月的總委員會會議上受到人身攻擊，1937年1月，他被開除在基輔的職務，並於3月被開除在烏克蘭的職務。隨後他被任命為萨马拉州委員會第一書記，但這顯然是一種降級。 1937年2月至3月的大會期間，斯大林本人批評了他和他的妻子波斯特洛夫斯卡婭。但此後斯大林因故開始支持他，他繼續留在蘇共中央直至1938年。然而，他在1938年1月的大會上再次受到批評，在中央全会上卡冈诺维奇指责他说“波斯特舍夫在这次全会的发言是在重复敌视党的言论”，2月，波斯特舍夫被內務人民委員部逮捕，被指控参加了托洛茨基阴谋，充当日本、波兰、德国的间谍，並於1939年2月26日在莫斯科布提爾卡監獄被槍殺。
1956年，作為尼基塔·赫鲁晓夫批評斯大林的一部分，他的榮譽被恢復。